# L'enfer
«L'enfer» (en español: «El infierno») es una canción del cantautor belga Stromae. Se lanzó por primera vez el 9 de enero de 2022 con una presentación en vivo durante una entrevista en las noticias de la noche en el principal canal de televisión francés TF1. Trata sobre la depresión y los pensamientos suicidas. Es el segundo sencillo de su álbum Multitude, publicado el 4 de marzo de 2022.

## Composición
En esta canción, Stromae evoca el malestar que sintió durante su ruptura artística —que duró ocho años— y que sigue sintiendo: habla de la soledad, así como de los pensamientos oscuros que a veces le hacían vivir «un infierno», como subraya en el estribillo.

## Promoción

### Video musical
El vídeo, dirigido por Julien Soulier, Luc Van Haver, Coralie Barbier y Paul Van Haver, se estrenó el 12 de enero de 2022 en el canal de YouTube del cantante.

### Presentaciones en vivo
La primera presentación en vivo «L'enfer» se realizó el 9 de enero de 2022, en el programa de noticias francés Journal de 20h de la cadena TF1, dónde presentó también su álbum Multitude.

## Lista de canciones
| Vinilo de siete pulgadas |                          |          |  |
| N.º                      | Título                   | Duración |  |
| 1.                       | «L'enfer»                | 3:09     |  |
| 2.                       | «L'enfer (Instrumental)» | 3:09     |  |

## Historial de lanzamientos
| Región         | Fecha               | Formato                | Discográfica        | Ref.   |
| -------------- | ------------------- | ---------------------- | ------------------- | ------ |
| Rusia          | 11 de enero de 2022 | Contemporary hit radio | Universal           | [ 11 ] |
| Italia         | 14 de enero de 2022 | Contemporary hit radio | Universal           | [ 12 ] |
| Francia        | 18 de marzo de 2022 | Siete pulgadas         | Mosaert             | [ 10 ] |
| Estados Unidos | 25 de marzo de 2022 | Siete pulgadas         | Darkroom Interscope |        |